# Herbert Schmid-Eickhoff
Herbert Schmid-Eickhoff (* 15. Juli 1953) ist ein deutscher Unternehmer.

## Leben
Er absolvierte eine kaufmännische Berufsausbildung als Groß- u. Außenhandelskaufmann, bevor er in Frankfurt am Main und Gießen Betriebswirtschaftslehre Schwerpunkt Personalwesen und Wirtschaftspädagogik studierte. Seine beruflichen Erfahrungen machte er bei verschiedenen Bildungsträgern und Herstellerfirmen, jeweils mit dem Schwerpunkt EDV-Ausbildungen in den Bereichen Computergrafik, Animation, DTP, Multimediaanwendungen u. a. Anwendungsorientierte EDV-Programmen und Produktionstools, bevor er 1993 die Macromedia GmbH gründete, mit dem Ziel professionelle Weiterbildung für Medienschaffende anzubieten.
Herbert Schmid-Eickhoff war zwanzig Jahre lang Mehrheitsgesellschafter und Geschäftsführer bei der Macromedia GmbH, die auch im Jahre 2006 als eine der ersten Medienhochschulen bundesweit Studiengänge im Bereich der Medienausbildung durchführte. Im Frühjahr 2013 übertrug er einen Großteil seiner Anteile an die Galileo Global Education Group und behielt einen Anteil von 20 %